# پیت دو زوارت
پیت دو زوارت (انگلیسی: Piet de Zwarte؛ زادهٔ ۱۶ فوریهٔ ۱۹۴۸) بازیکن واترپلو اهل پادشاهی هلند است.